# 인민대회당
인민대회당(중국어 간체자: 人民大会堂, 정체자: 人民大會堂, 병음: Rénmín Dàhuìtáng)은 중화인민공화국의 수도 베이징 천안문 광장 서쪽에 위치한 건축물로, 중국의 국회에 해당하는 전국인민대표대회가 개최되는 장소이다. 전국인민대표대회는 중국인민정치협상회의와 함께 매년 3월에 개회한다. 인민대회당에서는 1982년 이래 중국공산당 전국대표대회도 매 5년마다 개최되며, 중국공산당 중앙위원회도 이 곳에서 대략 1년에 한 번씩 회담을 가진다.
인민대회당은 단순히 국회의사당 용도 뿐만 아니라 국가적인 예식이나 정상회담, 기념식, 추모식 등 여러 행사들에 자주 쓰인다. 또한 워낙 그 거대한 크기 때문에 베이징을 방문하는 관광객들에게 인기있는 명소이기도 하다.

## 역사
인민대회당은 중화인민공화국 창건 10주년을 맞아 공산당에서 건설한 '10대 건축'의 건물들 중 하나로 건설되어 1959년 9월에 완공하였다. 전국에서 설계안 공모전을 벌였고, 이 공모전에서 자오동리와 션치의 안이 뽑혔다. 장보가 수석 건축가로 임명되었으며, 그의 지휘 아래 인민대회당은 무려 10개월 만에 완공되었다. 이 과정에서 대략 7,785명의 인부들이 동원되었으며, 당시 중국에 불어치던 대약진 운동의 영향으로 대단히 빠르게 건설되었던 것이다.

## 구조
건물의 면적은 약 171,801m2이며, 길이는 356m, 너비는 206.5m이다. 높이는 대략 46.5m에 달하며, 주 출입문에는 중화인민공화국의 국장이 붙어 있다. 인민대회당은 크게 3부분으로 나뉘어 있다.
1. 전국인민대표대회가 열리는 만인대회당(萬人大会堂), 주회당, 중국인민정치협상회의장, 중앙 홀, 황금 홀 등 여러 홀들이 모여 있는 중앙 부분
2. 국가 연회장, 국빈 영접장, 북쪽 홀, 동쪽 홀, 서쪽 홀 등 거대한 홀들이 몰려있는 북쪽 부분
3. 전국인민대표대회 상무위원회 사무소가 있는 남쪽 부분

모든 성급 행정구들과 특별행정구, 자치구들은 각각 인민대회당에 베이징 홀, 홍콩 홀, 하이난 홀처럼 홀들을 1개씩 가지고 있다. 각각의 홀들은 그 홀들이 대표하는 지역에 맞추어 장식이 되어있기에, 모든 홀들의 모습과 디자인들이 매우 호화롭게 가지각색으로 다르다.
인민대회당에 있는 만인대회당은 건립 직후 광저우의 중산기념당을 제치고 중국 대륙에서 가장 거대한 회당의 명예를 안았다. 만인대회당의 부피는 90,000m³가 넘으며, 하부 부분에는 3,693석의 좌석들이 있으며 발코니 부분에는 3,515개의 좌석들이, 회랑에 2,518개, 단상에 300개에서 500개의 좌석들이 설치되어 있다. 동시에 10,000명이 넘는 인원들을 수용할 수 있다. 만인대회당의 천장은 화려한 조명들로 장식되어 있으며, 천장 중앙에는 공산당을 상징하는 붉은 별이 붙어있다. 별을 둘러싸고 있는 물결무늬는 중국의 인민들을 상징한다고 전한다. 만인대회당은 여러 차례 개축을 거쳐 최첨단의 음향, 조명 시설들을 갖추고 있기에, 회담의 목적에 따라서 다양한 종류의 회의가 가능하다고 한다. 또한 언어 부스가 따로 설치되어 있어 해외 인사들의 연설이 있을 경우에는 동시 통역이 가능하다.
국가연회장은 면적이 7,000m2 정도 되며, 7천명에 달하는 인원을 수용할 수 있으며 5천 명의 사람들이 한꺼번에 식사를 할 수 있다. 실제로 1972년 닉슨 대통령이 중국을 방문했을 때에 5천 명이 넘는 사람들이 한번에 식사를 하기도 했다. 주 회당에서는 상대적으로 작은 규모의 회의가 열리며, 황금 홀과 중앙 홀 등에서는 이보다는 조금 더 규모가 큰 회의들이 열린다. 지역적이거나 인원이 100명 이하인 회의는 보통 30여 개에 달하는 소규모 홀이나 회의장에서 따로 열린다.

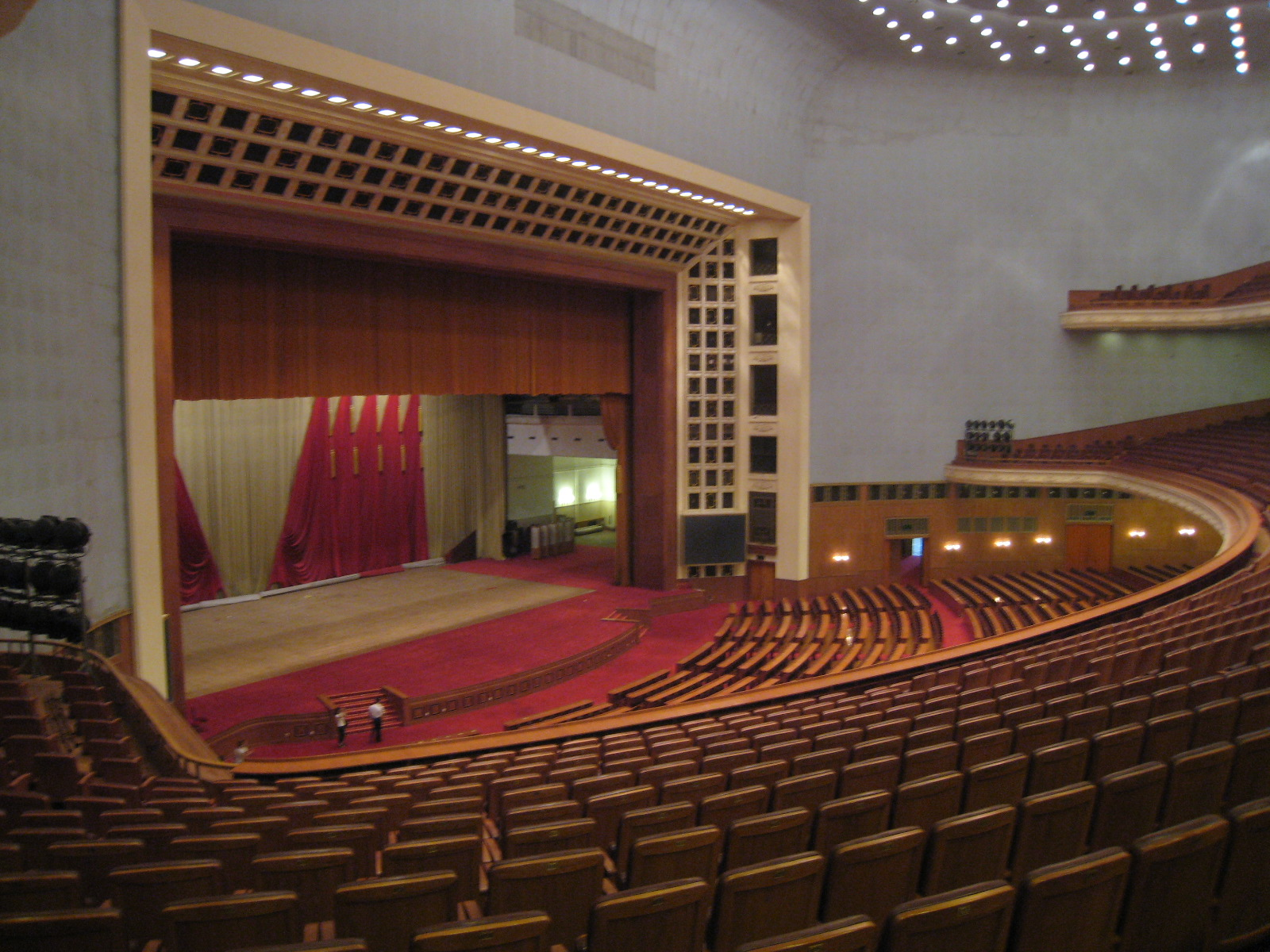
만인대회당

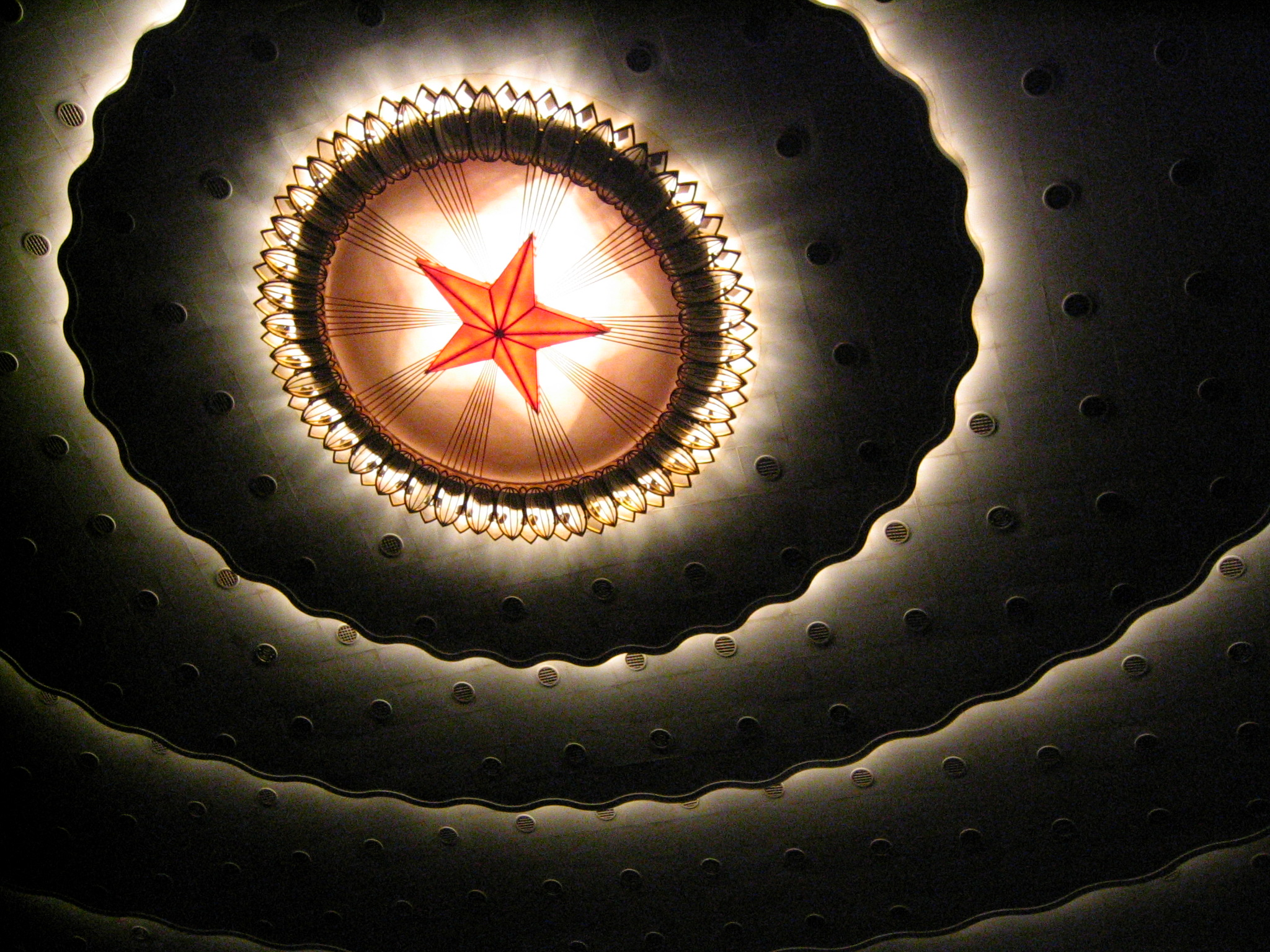
만인대회당 천장의 붉은 별

## 용도
인민대회당은 중국의 정치적 중심이자, 전국인민대표대회의 개회장이다. 매년 3월에 인민대회당에서는 전국인민대표대회, 중국인민정치협상회의가 동시에 열려 2주에서 3주 동안 지속되는데, 이 행사들을 일컬어 '양회(兩會)'라고 하며 중국의 최고 정치 행사로 꼽힌다. 중국공산당도 매 5년마다 공산당전국대표대회를 열어 공산당과 국가와 관련된 중대사들을 심의하고 의결한다. 인민대회당에서는 외국 대사들이나 대표들도 자주 방문하며, 중국에서 국가적인 행사를 열 때에는 다수의 해외 정상들도 참석한다.
만인대회당에서는 여러 중국 지도자들이 장례식과 추모식을 치르곤 하였다. 중국의 정치인이었던 류사오치는 문화대혁명 기간 동안 마오쩌둥의 적으로 몰려 비참하게 생을 마쳤는데, 1978년에 사후 복권되어 1982년에 인민대회당에서 국가장으로 장례를 치러주었다. 이 곳에서는 천안문 사태 동안 후야오방의 장례식도 열렸으며, 1997년에는 중국의 주석이었던 덩샤오핑의 장례식도 열렸다. 참고로 중국의 국부 격으로 추존받는 마오쩌둥의 장례식은 이 곳에서 열리지 않았으며, 대신 천안문 광장에서 열렸다.
2003년 10월에 아일랜드의 음악 뮤지컬인 리버댄스가 인민대회당에서 열리는 첫 서양식 공연으로 열리며 11번이나 매진을 하는 대기록을 달성했다. 리버댄스는 당시 중국 인민들에게는 획기적인 예술 양식을 보여주었고, 전통적인 예술극 형식과는 완전히 달랐기에 중국인들의 관심을 크게 끌었던 것이다. 이는 주룽지 국무원 총리가 아일랜드를 2001년에 국빈방문하였을 때 리버댄스를 공식적으로 초청하면서 성사되었던 것이다. 2009년 1월에는 미국의 컨트리 음악 그룹인 '루시 엔젤'(Lucy Angel)이 인민대회당으로 초대받아 고위 간부들 앞에서 공연을 가졌으며, 인민대회당에서 공연을 한 첫 미국 밴드로 등재되었다.
내부는 전국인민대표회의나 특별한 행사가 없는 한 관람이 가능하도록 개방하고 있다. 관람 시에는 구두 위로 비닐 커버를 씌워 입장한다. 견학 시간은 자주 변동되며, 중국 각지에서 온 단체관광객으로 인해 길어지는 경우도 많다. 만인대회당은 연주회나 연극, 발레 등의 공연에도 자주 사용된다.

## 같이 보기
- 천안문 광장
- 십대건축